# Titularbistum Amisus
Amisus  (italienisch: Amiso) ist ein Titularbistum der römisch-katholischen Kirche. 
Es geht zurück auf ein früheres Bistum der antiken Stadt Amisos in der kleinasiatischen Landschaft Pontos, heute Samsun an der türkischen Schwarzmeerküste. Das Bistum gehörte der Kirchenprovinz Amasea an.
| Titularbischöfe von Amisus |                                     |                                                             |                   |                    |
| Nr.                        | Name                                | Amt                                                         | von               | bis                |
| 1                          | John Edmund Fitzmaurice             | Koadjutorbischof von Erie (USA)                             | 14. Dezember 1897 | 15. September 1899 |
| 2                          | Aquilino Ferreyra y Álvarez         | Weihbischof in Córdoba (Argentinien)                        | 16. November 1899 | 28. September 1910 |
| 3                          | François Belleville MEP             | Apostolischer Vikar von Süd-Tonking (Französisch-Indochina) | 9. Februar 1911   | 7. Juli 1912       |
| 4                          | Antônio Malan SDB                   | Prälat von Registro do Araguaia (Brasilien)                 | 25. Mai 1914      | 3. Januar 1924     |
| 5                          | Constantine Bohachevsky             | Apostolischer Vikar von Philadelphia (USA)                  | 20. Mai 1924      | 5. April 1954      |
| 6                          | José de Jesús Clemens Alba Palacios | Weihbischof in Antequera, Oaxaca (Mexiko)                   | 5. April 1954     | 8. August 1959     |
| 7                          | Raffaele Pellecchia                 | Weihbischof in Alife (Italien)                              | 2. Januar 1960    | 1. September 1961  |
| 8                          | Cornelius de Wit MHM                | Prälat von San Jose de Antique (Philippinen)                | 12. April 1962    | 18. Februar 1978   |